# 김형목

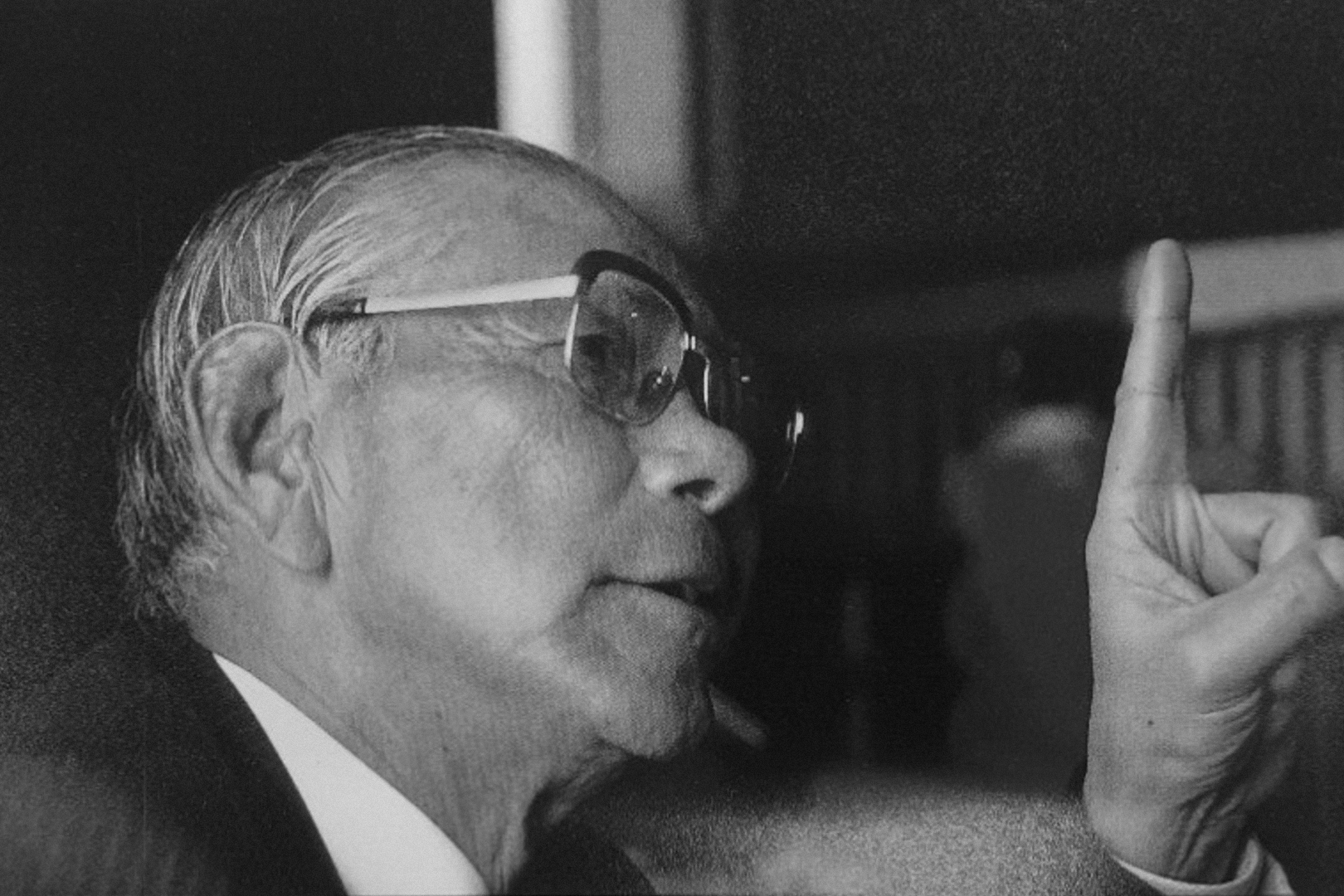
김형목, ｢現實과理想｣ 출판기념사

김형목(金炯穆, 1912년 ~ 2003년 7월 21일)은 대한민국의 기업인이자 교육 사업가이다. 서울 강남 지역 개발을 주도한 민간 부동산 투자자로 “강남 개발의 아버지”로 불린다. 또한 학교법인 해청학원(海淸學院)의 창립자이자 초대 이사장으로, 영동고등학교를 설립하여 교육 사업에도 큰 족적을 남겼다.

## 생애

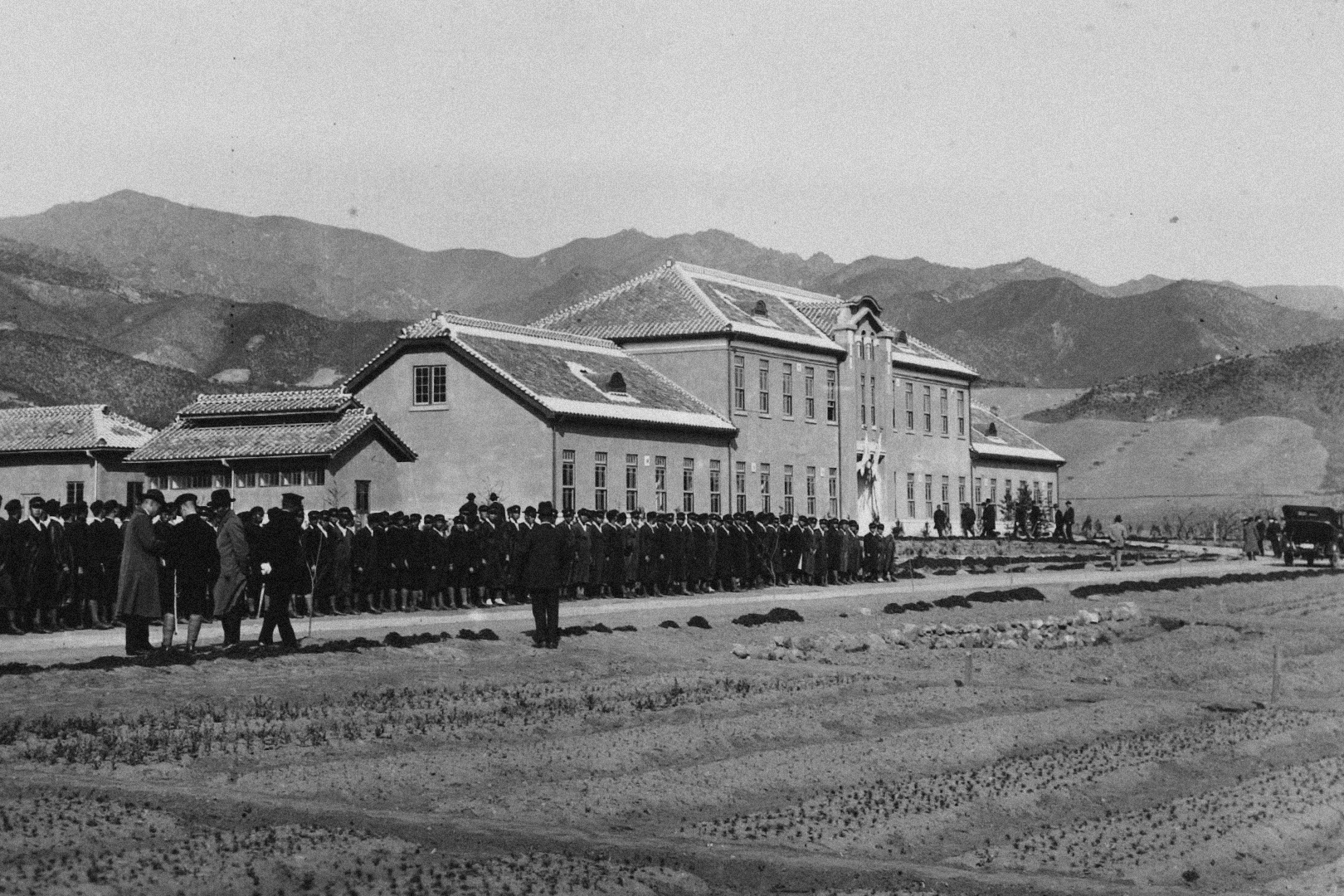
북청공립농업학교, 함경남도 북청군

김형목은 1912년 함경남도 북청에서 태어나 1928년 북청공립농업학교를 졸업하였다. 1928년, 아버지의 도움으로 면포상 '동양 면포상회'를 시작해 1945년까지 혼신을 다해 관북 일대에선 가장 큰 포목점 주인으로 성장한다. 해방 이후 남한으로 내려온 그는 남대문시장에서 의류 도매업 '동양 피혁상회'로 자본을 축적한 뒤, 1960년대 초부터 당시 논밭이었던 서울 강남 일대 농지에 본격적으로 투자하였다.

## 강남 개발 활동

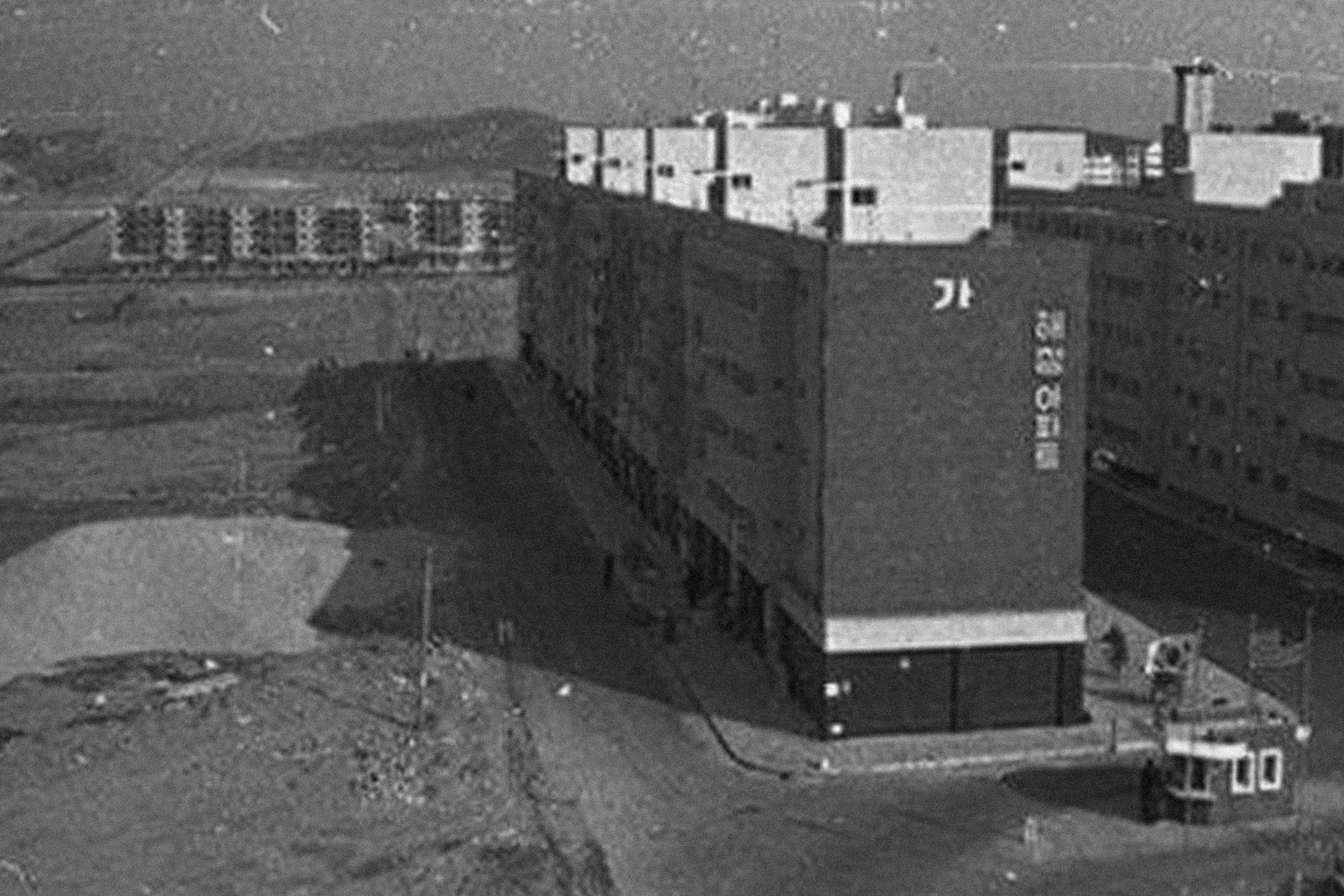
김형목의 청화기업이 지은 해청아파트

1970년대 초, 박정희 정부의 남서울 개발 정책이 시행되면서 김형목은 이른바 장한평농지개량조합의 핵심 인물로 활동하였다. 이 조합은 대부분 이북 출신 사업가들로 구성되었으며, 공동 명의로 강남 주요 지역의 토지를 대규모로 매입하였다. 주요 멤버로는 이준영(대유 명예회장), 윤창섭(성보재단 이사장), 전재준(삼덕제지 회장), 조봉구(삼호그룹 창업주), 윤도한(강남대학교 이사장) 등이 포함되었다.

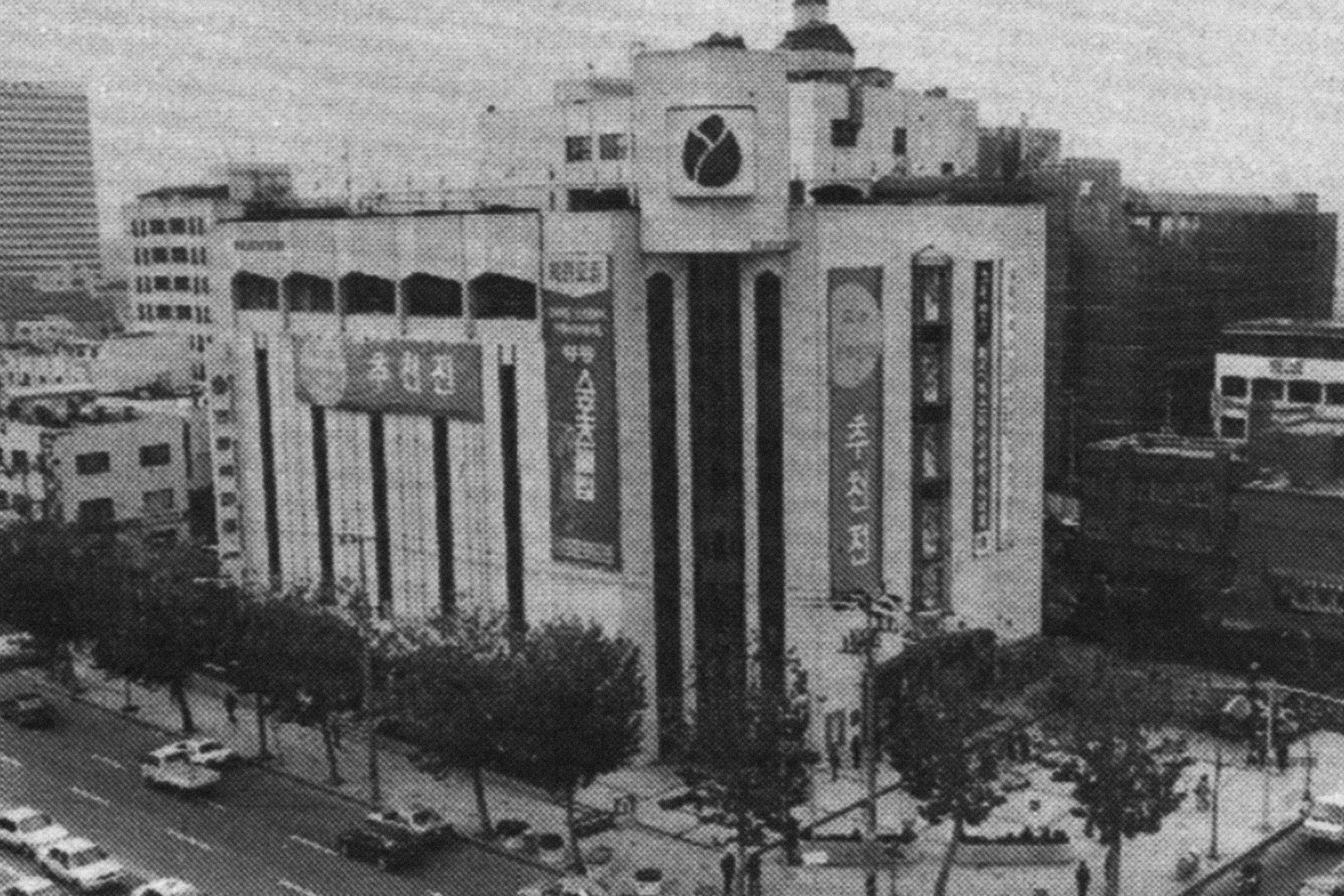
김형목이 지은 강남 최초의 직영백화점 '영동백화점'

김형목이 소유했던 대표적 토지는 현재의 강남구청 부지(삼성동), 압구정동, 대치동 일대이며, 1983년에는 이 중 일부에 영동백화점을 직접 건립하였다. 해당 부지는 후에 나산백화점, 신세계백화점 강남점으로 이어지며 강남 상권의 중심지로 발전하였다. 또한 그는 전재준과 함께 강남개발주식회사를 공동 설립하였고, 강남 일대에 청실아파트, 신해청아파트 등 다수의 주거 단지를 조성하여 강남 8학군 형성에도 기여하였다.

## 교육 사업

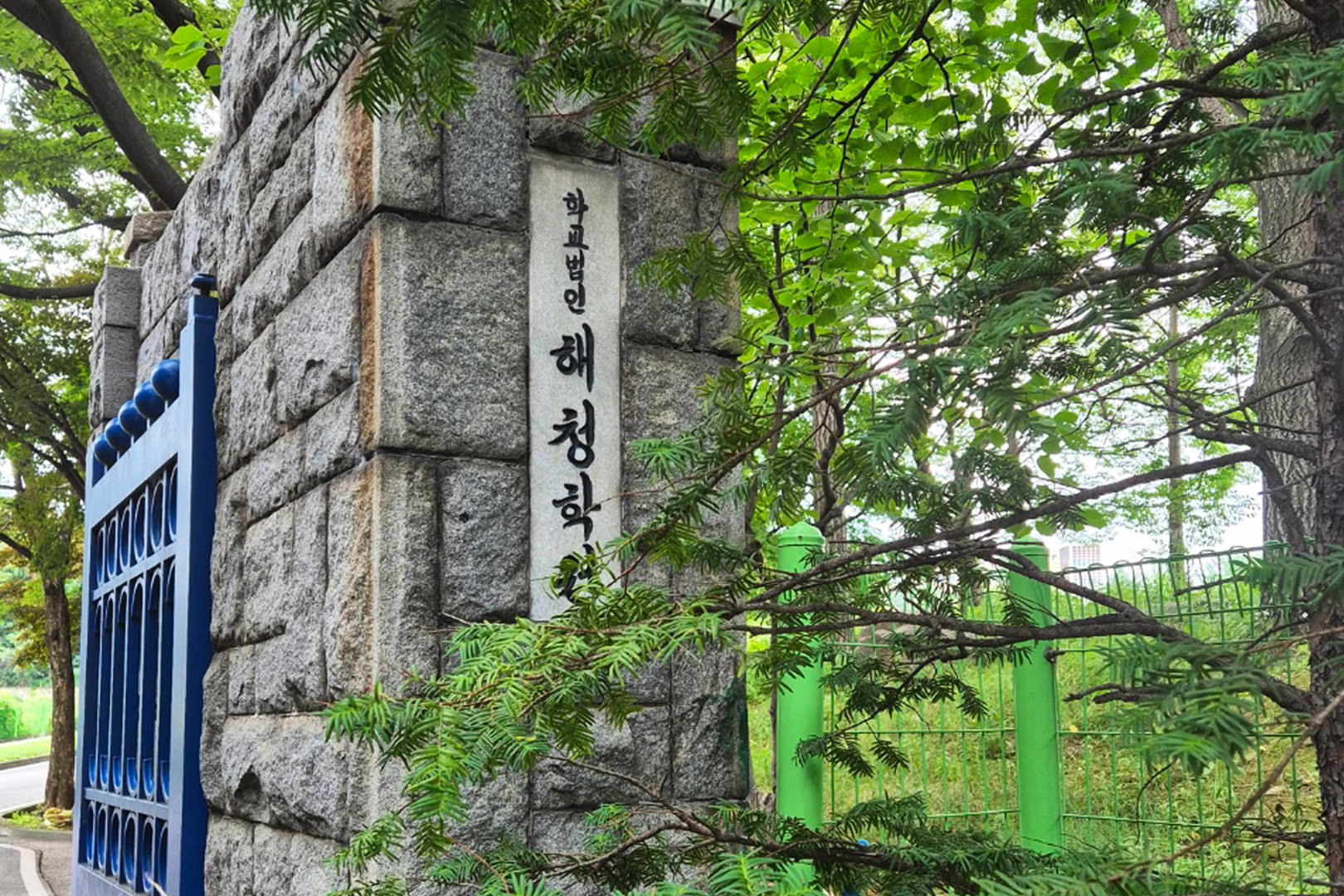
학교법인 해청학원

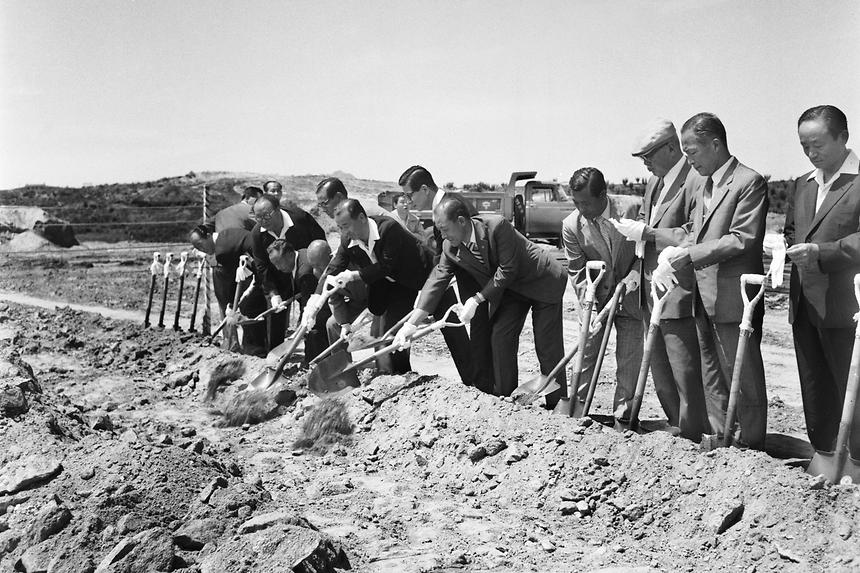
영동고등학교 기공식(1972)

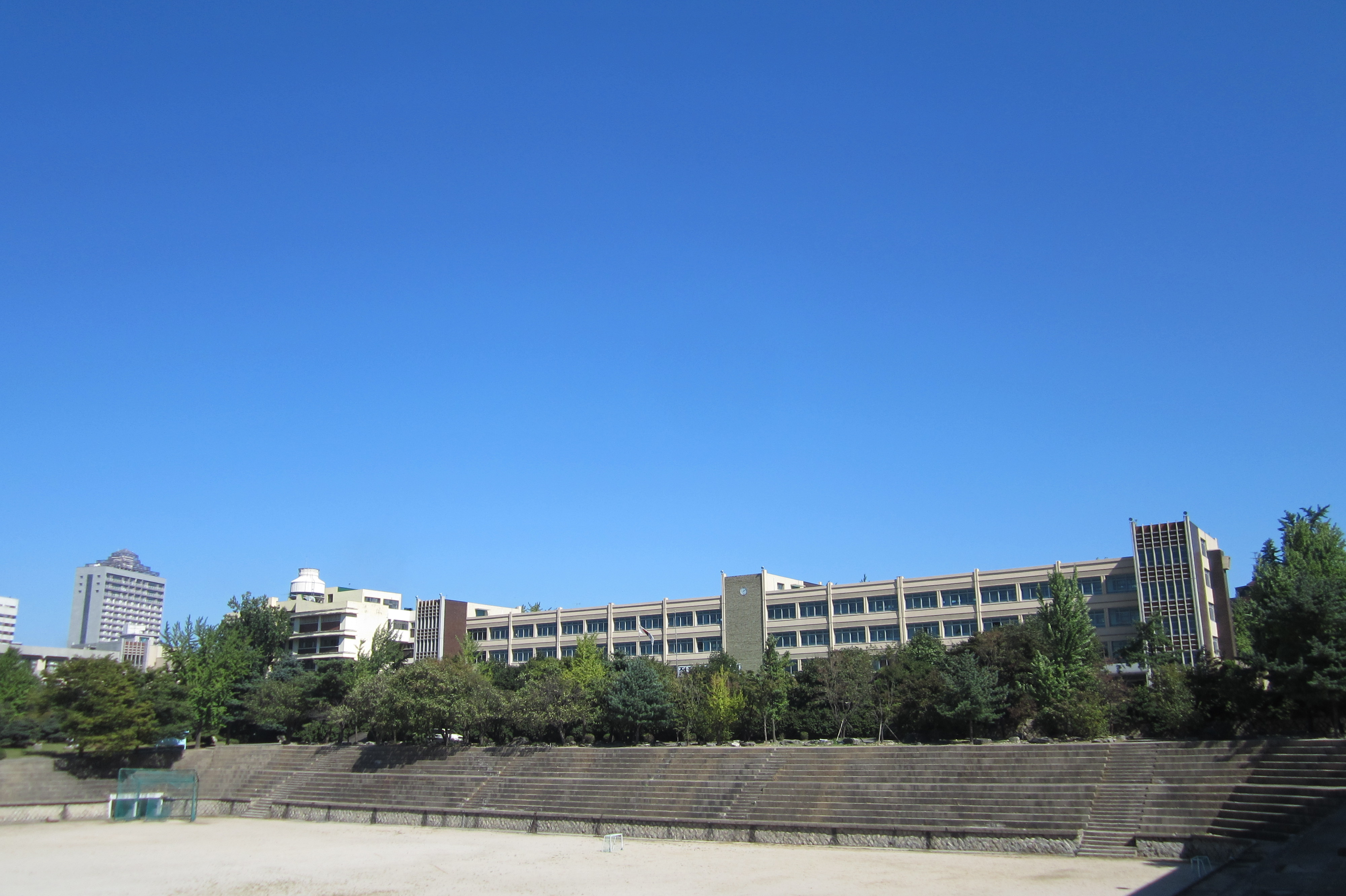
영동고등학교(강남구 청담동 위치)

김형목은 1972년 4월 18일, 학교법인 해청학원을 설립하고 같은 해 4월 20일 초대 이사장으로 선출되었다. 같은 해 12월에는 영동고등학교가 교육부로부터 설립 인가를 받아, 1973년 3월 2일 개교하였다.

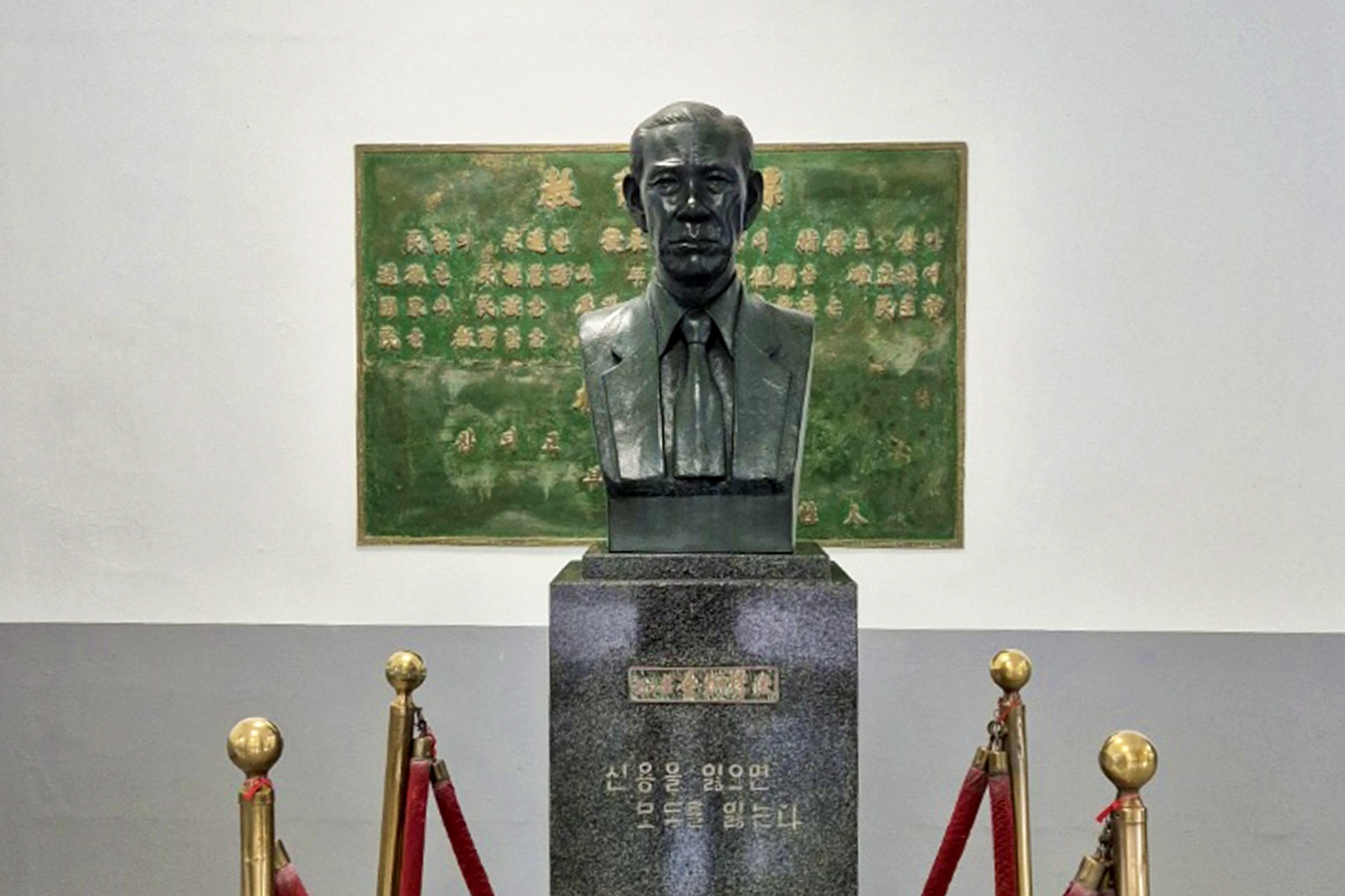
영동고교 내 김형목 흉상

학교의 교훈은 "참되고 부지런한 지성인"이며, 그는 민족의식과 가치관 확립을 중심 가치로 강조했다.

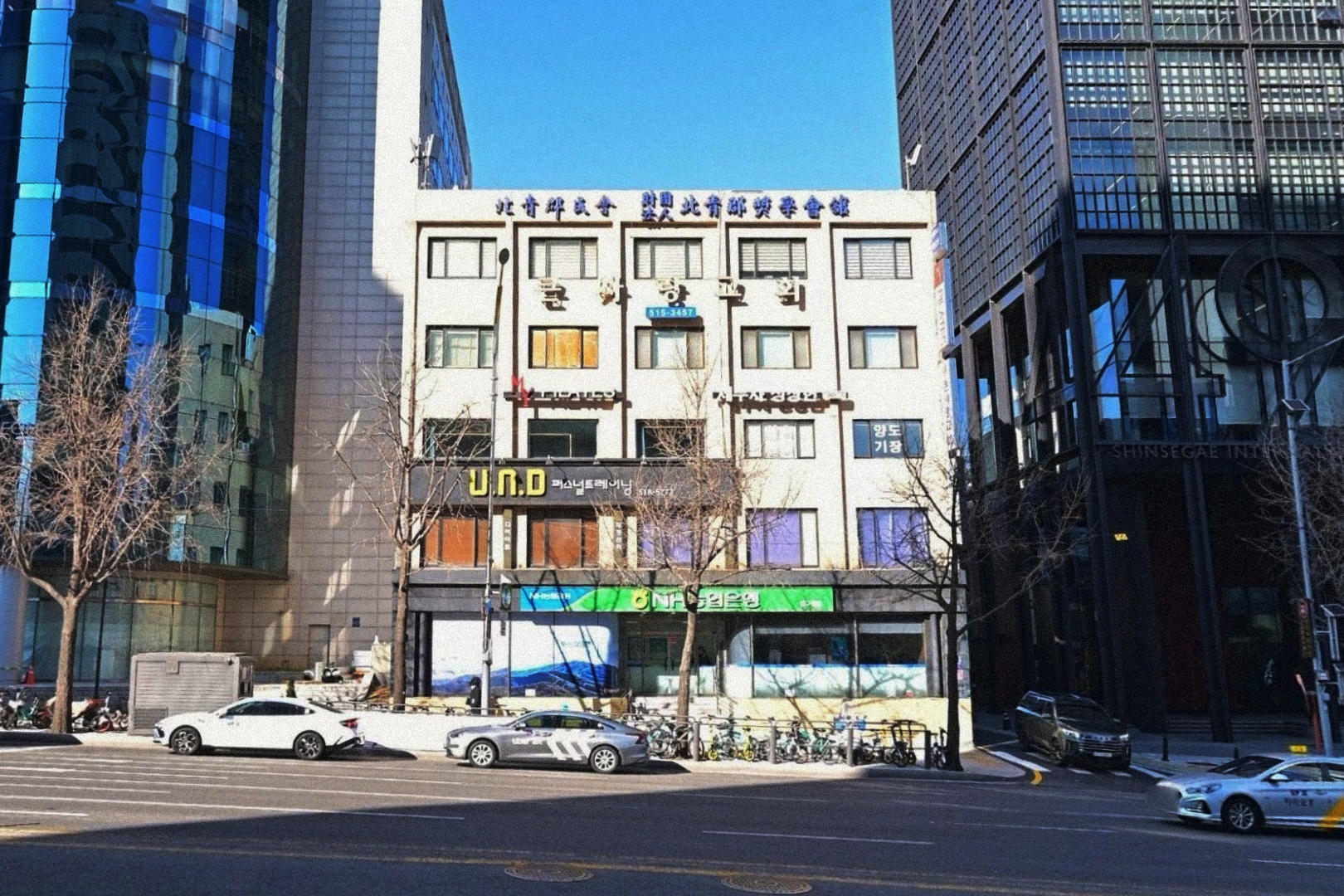
재단법인 북청군장학회관(북청군민회)

또한 김형목은 자신의 고향 출신 인사들로 구성된 단체인 북청군민회에 부지를 기부하여, 영동고 인근 청담동에 (재)북청군장학회관(북청군민회)을 설립했다. 그는 2003년 타계 전까지 해청학원의 이사장직을 유지하며 교육 사업에 지속적으로 관여했다.
北靑郡民會館建立記(북청군민회관건립기, 1980)
"세상사 흐르는 세월에 밀려 忘却되지 않음이 없거늘 오직 하나 세월 따라 더욱 생생히 피어 오르는 생각이 있은즉 그것은 血肉의 정과 故鄕 그리움이리라 조상의 뼈가 묻혀있고 남겨둔 혈육들이 손짓하며 기다리는 우리의 고향 北靑 그 山 좋고 물 맑은 고장이 애타게 그리운 北靑사람들이 서울에다가 '北靑'을 짓기로 공론을 모아 세운 것이 이 北靑郡民會館이다 고향 사람들끼리 모여 정의를 나누며 失地 囬復과 錦衣還鄕의 의지를 가꿀 이 터전의 마련에는 숱한 郡民들의 크고 작은 정성들이 모여졌다 이제 온 郡民은 이 터전을 바탕으로 더욱 훌륭하게 우리의 고향을 키워 나아갈 것을 다짐하면서 郡民建立에 애써주신 芳名들을 여기에 새겨 후세에 길이 기념해 두고자 한다"
北靑郡民會館建立記 김형목, 1980년 4월 1일

## 기타 경력 및 사회 활동

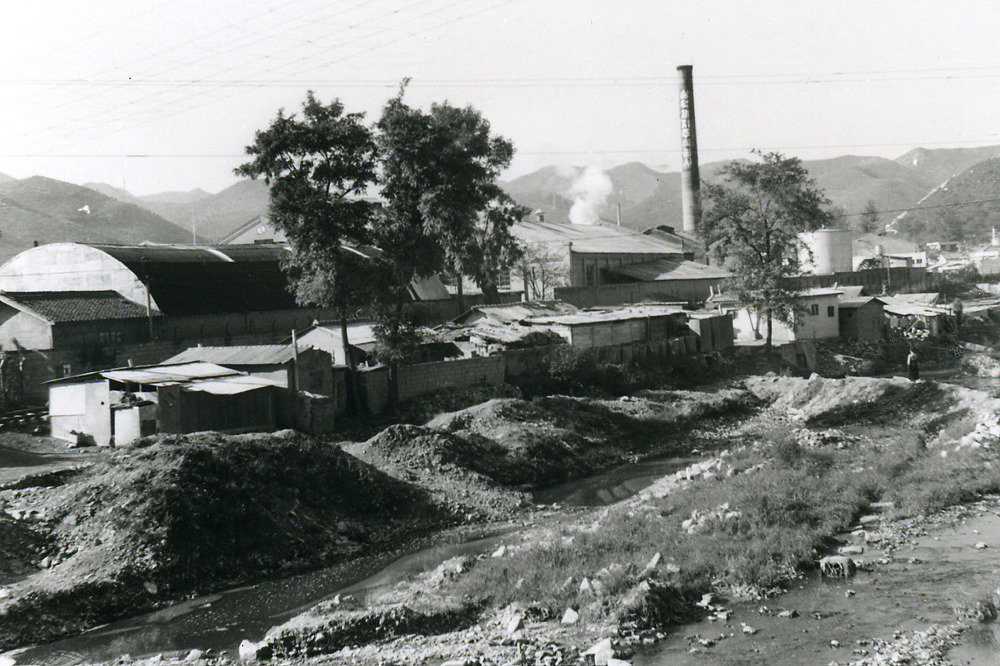
삼덕제지 안양공장(1970)

김형목은 삼덕제지 대표이사, 서울해운 사장을 역임하며 산업 전반에서도 활동하였다. 또한 민주평화통일자문회의 자문위원, 이준 열사 기념사업회 이사장으로서 사회 참여에도 적극적이었다.

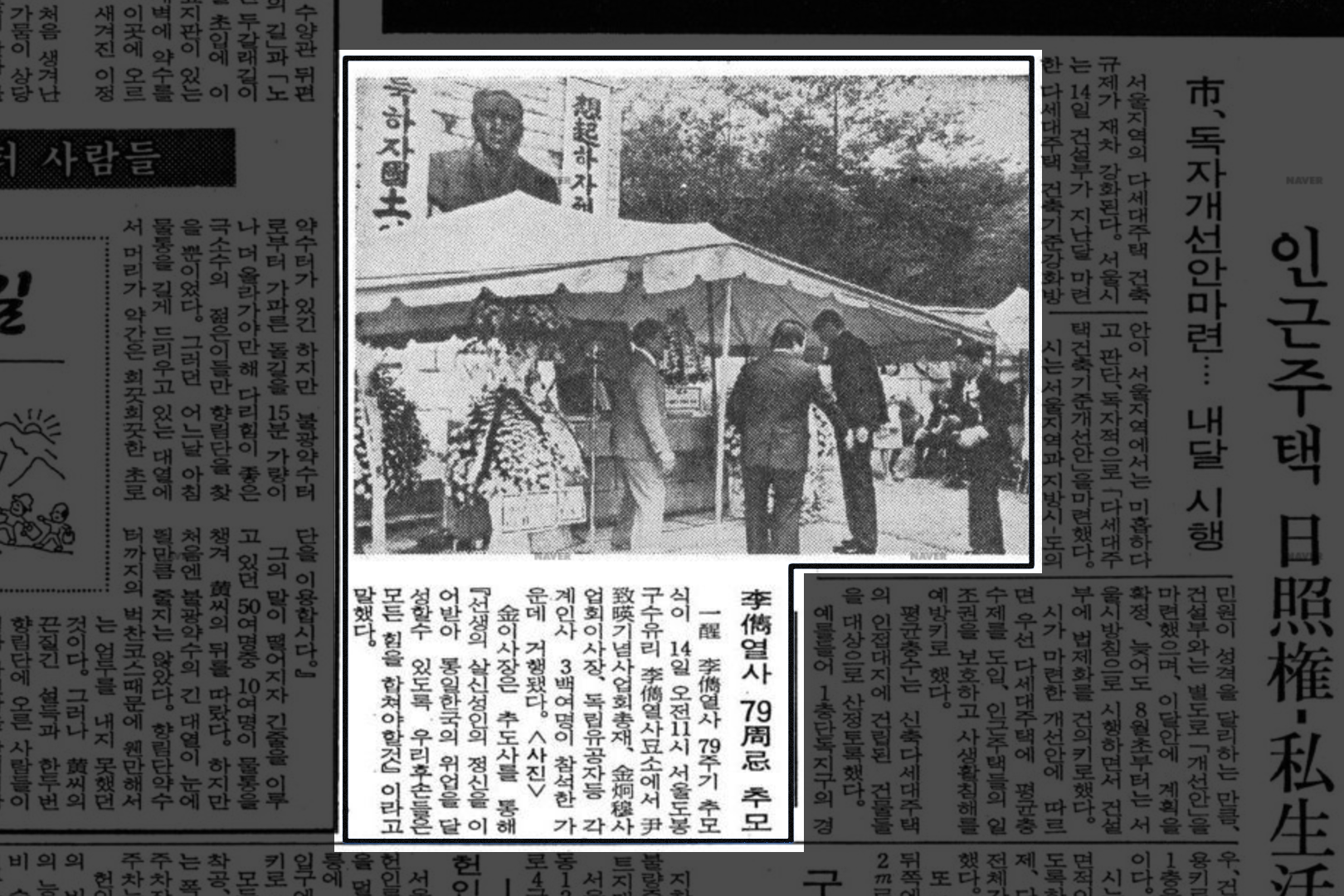
李儁열사 79周忌 추모식 당시(1986년 7월 14일)

1986년 7월 14일, 일성 이준 열사 79주기 추모식 당시 김형목 이사장은 추념사를 통해 『선생의 살신성인의 정신을 이어받아 통일한국의 위업을 달성할 수 있도록 선생의 영령께서 보우해 달라.』고 추모했다.

## 가족
그는 부인 이정례 여사와의 사이에 3남 4녀를 두었으며, 둘째 아들 김택은 한때 영동백화점과 관련한 사업에 참여하였다. 1990년대 중반까지는 전국 토지세 상위권에 이름을 올린 바 있다.

## 평가 및 언론 보도
김형목은 2003년 7월 21일 향년 91세로 별세하였다. 언론은 그를 “강남 개발 1세대의 상징”, “신화적 부동산가”, “영동고 설립자” 등으로 조명하였다. 『일요신문』은 “서울 강남땅의 절반은 김씨 소유”라는 표현을 사용하며 그의 부동산 영향력을 상징적으로 표현했다. 그의 개발 이력은 여러 부동산 관련 서적, 다큐멘터리, 지방문화대전 등에서 반복적으로 인용되고 있다.

## 연보
| 연도        | 내용                                                            |
| ----------- | --------------------------------------------------------------- |
| 1912.       | 함경남도 북청 출생                                              |
| 1928.       | 북청공립농업학교 졸업                                           |
| 1928.-1946. | 동양 면포상회 설립 및 운영                                      |
| 1946.06.    | 부당한 체포령으로 원산, 포천을 지나 서울로 이동                 |
| 1946.-1961. | 동양 피혁상회(을지로2가) 설립 및 운영                           |
| 1961.       | 남대문시장에서 의류 도매업 → 강남 농지 투자                     |
| 1968.03.    | 부동산 투자 회사 '강남개발' 설립                                |
| 1969.10.    | 북청군민회 <北靑 소식> 발간                                     |
| 1972.04.18  | 학교법인 해청학원 설립                                          |
| 1972.04.20  | 학교법인 해청학원 초대 이사장으로 선출                          |
| 1972.12.29  | 영동고등학교 설립 인가                                          |
| 1973.03.02  | 영동고등학교 개교                                               |
| 1970.-1979. | 신해청아파트(대치동) 청실아파트(대치동) 홍실아파트(청담동) 준공 |
| 1976.07.    | 1대 김형목 이사장 취임 (재)북청군장학회                         |
| 1978.04.    | (재)북청군장학회 법인설립인가 - 문교부장관                      |
| 1981.-1990. | 이준열사기념사업회 이사장 역임                                  |
| 1983.       | 영동백화점(대한민국 최초 직영백화점) 건립                       |
| 1989. 04.   | 북청군민회관(북청군자학회) 설립                                 |
| 2003.07.21  | 사망 (향년 91세)                                                |